# Successione apostolica

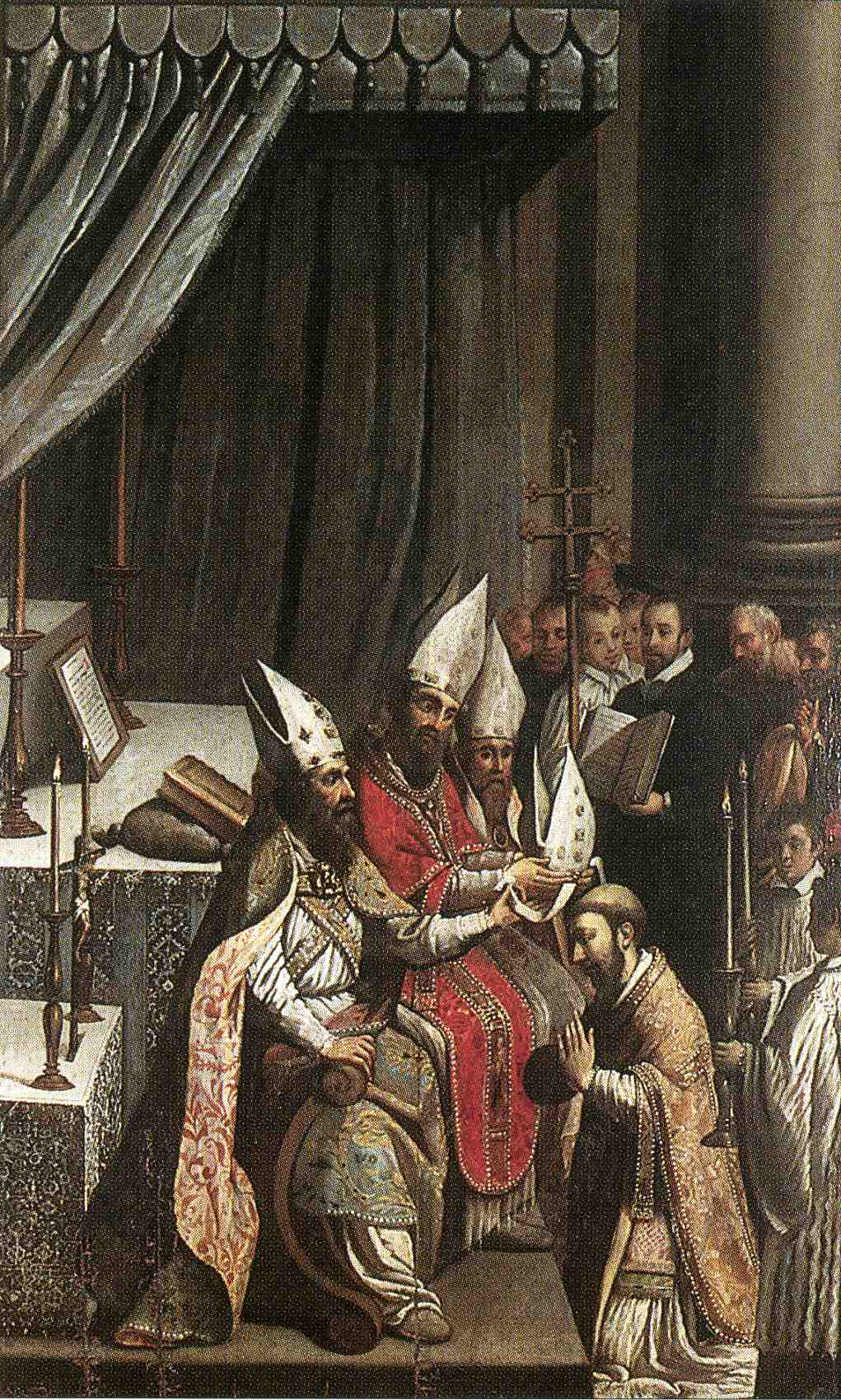
La consegna della mitra al neovescovo durante il rito della consacrazione episcopale

La successione apostolica è la dottrina teologica cristiana secondo la quale gli apostoli trasmettono la loro autorità ai successori, i vescovi, imponendo le mani sul capo, nel contesto del sacramento dell'Ordine sacro. L'accettazione di questa dottrina è alla base della struttura episcopale delle maggiori Chiese orientali e occidentali.
Attraverso la successione apostolica, che unisce i vescovi di ogni tempo e di ogni luogo con la primitiva comunità cristiana di Gerusalemme e con il suo fondatore Gesù, si trasmette il depositum fidei.

## Concezione nel cattolicesimo romano e nell'ortodossia orientale
Nella teologia delle Chiese cattolica, ortodossa e armena, la successione apostolica è la "discendenza" dei vescovi dagli Apostoli attraverso la genealogia episcopale. La successione apostolica consiste in uno degli attributi della Chiesa cristiana: l'"Apostolicità", stabilita al Concilio di Costantinopoli I (381) e proclamata nel Simbolo niceno-costantinopolitano, detto "il Credo".
Secondo il Catechismo della Chiesa cattolica, la Chiesa è Apostolica perché:
- Cardinale Alberto Bovone (1984)
- Arcivescovo Zygmunt Zimowski (2002)
- Vescovo Josef Clemens (2004)
- Arcivescovo Bruno Forte (2004)
- Arcivescovo Mieczysław Mokrzycki (2007)
- Arcivescovo Francesco Giovanni Brugnaro (2007)
- Cardinale Gianfranco Ravasi (2007)
- Arcivescovo Tommaso Caputo (2007)
- Vescovo Sergio Pagano, B. (2007)
- Arcivescovo Vincenzo Di Mauro (2007)
- Arcivescovo Gabriele Giordano Caccia (2009)
- Arcivescovo Franco Coppola (2009)
- Cardinale Pietro Parolin (2009)
- Vescovo Raffaello Martinelli (2009)
- Vescovo Giorgio Corbellini (2009)
- Arcivescovo Savio Hon Tai-Fai, S.D.B. (2011)
- Arcivescovo Marcello Bartolucci (2011)
- Arcivescovo Celso Morga Iruzubieta (2011)
- Arcivescovo Antonio Guido Filipazzi (2011)
- Arcivescovo Edgar Peña Parra (2011)
- Arcivescovo Charles John Brown (2012)
- Arcivescovo Marek Solczyński (2012)
- Arcivescovo Angelo Vincenzo Zani (2013)
- Arcivescovo Fortunatus Nwachukwu (2013)
- Arcivescovo Georg Gänswein (2013)
- Arcivescovo Nicolas Henry Marie Denis Thévenin (2013)

- essa è stata e rimane costruita sul "fondamento degli Apostoli" (Ef 2,20), testimoni scelti e mandati in missione da Cristo stesso;
- custodisce e trasmette, con l'aiuto dello Spirito che abita in essa, l'insegnamento, il buon deposito, le sane parole udite dagli Apostoli;
- fino al ritorno di Cristo, continua ad essere istruita, santificata e guidata dagli Apostoli grazie ai loro successori nella missione pastorale: il collegio dei Vescovi, "coadiuvato dai sacerdoti ed unito al successore di Pietro e supremo pastore della Chiesa" (Concilio ecumenico vaticano II, Ad gentes, 5).»

(Catechismo della Chiesa Cattolica, n. 857)
In modo più sintetico, il Successore degli Apostoli è: Maestro di Verità, Ministro della Grazia e Pastore del Popolo di Dio. 
La prima successione apostolica è menzionata nella Bibbia: Atti 1:24 narra di come gli Undici confermano il discepolo Mattia a sostituire Giuda Iscariota, il traditore, che si era impiccato.
San Giovanni Crisostomo sottolineò come fu lo Spirito Santo a scegliere e mostrare ai Dodici il nuovo nome del designato.
San Paolo ammonì i fedeli di Corinto che il successo dell'opera apostolica trova la sua causa prima nello Spirito Santo (1 Corinzi 3:6), che per il tramite dei Suoi servitori incide nel contesto terreno degli altri fedeli e dei convertiti. 2 Timoteo 1:6, chiarisce che la successione apostolica si trasmette per "imposizione delle mani", segno storico distintivo e di riconoscimento dei riti di consacrazione episcopale, pur nella diversità della formule d'elezione che potevano essere pronunciate.

Al riguardo la Commissione teologica internazionale, nel documento L'apostolicità della Chiesa e la successione apostolica, così afferma:
«Nulla, nella Chiesa, sfugge alla mediazione apostolica: né i pastori né il gregge, né gli enunziati di fede né le norme di vita cristiana. […] Nessun predicatore del Vangelo ha il diritto di escogitare un piano di annunzio evangelico secondo le proprie ipotesi. Egli annunzia la fede della Chiesa apostolica e non la propria personalità o le proprie esperienze religiose. Ciò comporta che ai due elementi menzionati della regola di fede — forme e contenuto — viene ad aggiungersene un terzo: la regola di fede esige un testimone "inviato", che non s'autorizzi da sé stesso e che nessuna comunità particolare è capace di autorizzare, e ciò in forza della trascendenza della Parola. L'autorizzazione non può venirgli se non sacramentalmente attraverso quelli che sono già inviati.»
Atti 15:2 evidenzia che Paolo e Barnaba, essendo in disaccordo con alcuni, per risolvere la questione si sono recati dagli Apostoli e dagli anziani. Atti 15:24 testimonia di annunziatori che, senza aver ricevuto alcun incarico, con i loro discorsi hanno sconvolto gli animi. 

La mancanza della successione apostolica ha un'importante conseguenza sul sacramento dell'eucaristia, come spiega Joseph Ratzinger:
«[...] il rinnovato rifiuto di Roma a concedere "l'intercomunione", cioè la possibilità per un cattolico di partecipare all'eucaristia di una Chiesa riformata [...] non è questione di intolleranza o di ritardo ecumenico: per il Credo cattolico, se non c'è successione apostolica non c'è sacerdozio autentico, dunque non può esserci nessuna eucaristia sacramentale in senso vero e proprio. Noi crediamo che così sia stato voluto dal Fondatore stesso del cristianesimo».

## Concezione protestante
Nella teologia protestante non esiste successione apostolica legata all'Ordine sacro, per cui il concetto di apostolicità è conservato nel protestantesimo solo nel senso di un collegamento ideale con l'insegnamento degli apostoli, attraverso la fattiva fedeltà all'insegnamento del Nuovo Testamento. La "successione apostolica", così, non verrebbe garantita automaticamente, ma dipenderebbe dalla maggiore o minore fedeltà di una chiesa all'insegnamento apostolico.